# Šarišské Michaľany
Šarišské Michaľany est un village de Slovaquie situé dans la région de Prešov.

## Histoire
Première mention écrite du village en 1248.

## Démographie

### Évolution de la population
| Année:               | 1994. | 2004.   | 2014.   | 2024.   |
| -------------------- | ----- | ------- | ------- | ------- |
| Nombre de personnes: | 2621  | 2698    | 2855    | 2695    |
| Différence:          |       | +2,93 % | +5,81 % | -5,60 % |

| Année:               | 2023. | 2024.   |
| -------------------- | ----- | ------- |
| Nombre de personnes: | 2700  | 2695    |
| Différence:          |       | -0,18 % |